# Volodîmîrivka, Bila Țerkva
Volodîmîrivka (în ucraineană Володимирівка) este un sat în comuna Vilna Tarasivka din raionul Bila Țerkva, regiunea Kiev, Ucraina.

## Demografie
Componența lingvistică a localității Volodîmîrivka
     Ucraineană (98,09%)
     Rusă (1,91%)
Conform recensământului din 2001, majoritatea populației localității Volodîmîrivka era vorbitoare de ucraineană (98,09%), existând în minoritate și vorbitori de rusă (1,91%).